# Limonia anthracina
Limonia anthracina är en tvåvingeart som först beskrevs av Alexander 1922.  Limonia anthracina ingår i släktet Limonia och familjen småharkrankar. Inga underarter finns listade i Catalogue of Life.